# Chvalčovice
Chvalčovice (německy Chwaltschowitz) jsou malá vesnice, část obce Bílá v okrese Liberec. Nachází se asi 2,5 kilometru jižně od Bílé. Chvalčovice jsou také název katastrálního území o rozloze 3,67 km². V katastrálním území Chvalčovice leží i Dehtáry a Klamorna.

## Historie
První písemná zmínka o vesnici pochází z roku 1547.
Obec v roce 1884 zasáhl požár, kterému padlo za oběť pět největších hospodářství a živností. Požár měl značně zbrzdit rozvoj obce. V roce 1910 zde stálo 52 domů a žilo 257 obyvatel. Podle sčítání obyvatel z roku 1921 měla obec 254 obyvatel žijících v 55 domech. Obec v té době patřila do politického okresu Český Dub a měla místní části Dehtáry a Klamorna.

## Obecní správa
Po roce 1950 patřila obec do okresu Turnov. V roce 1960 došlo rozhodnutím rady ONV Turnov ke sloučení Chvalčovic s obcí Hradčany, čímž skončila samostatnost obce. Zároveň v důsledku územně správních změn připadla obec k okresu Liberec. Ani rozšířená obec Hradčany však neměla dlouhé samostatné trvání. V dubnu 1976 schválilo plenární zasedání ONV Liberec sloučení obcí Hradčany, Petrašovice a Bílá od jediného celku řízeného z Místního národního výboru Bílá.

## Fotogalerie

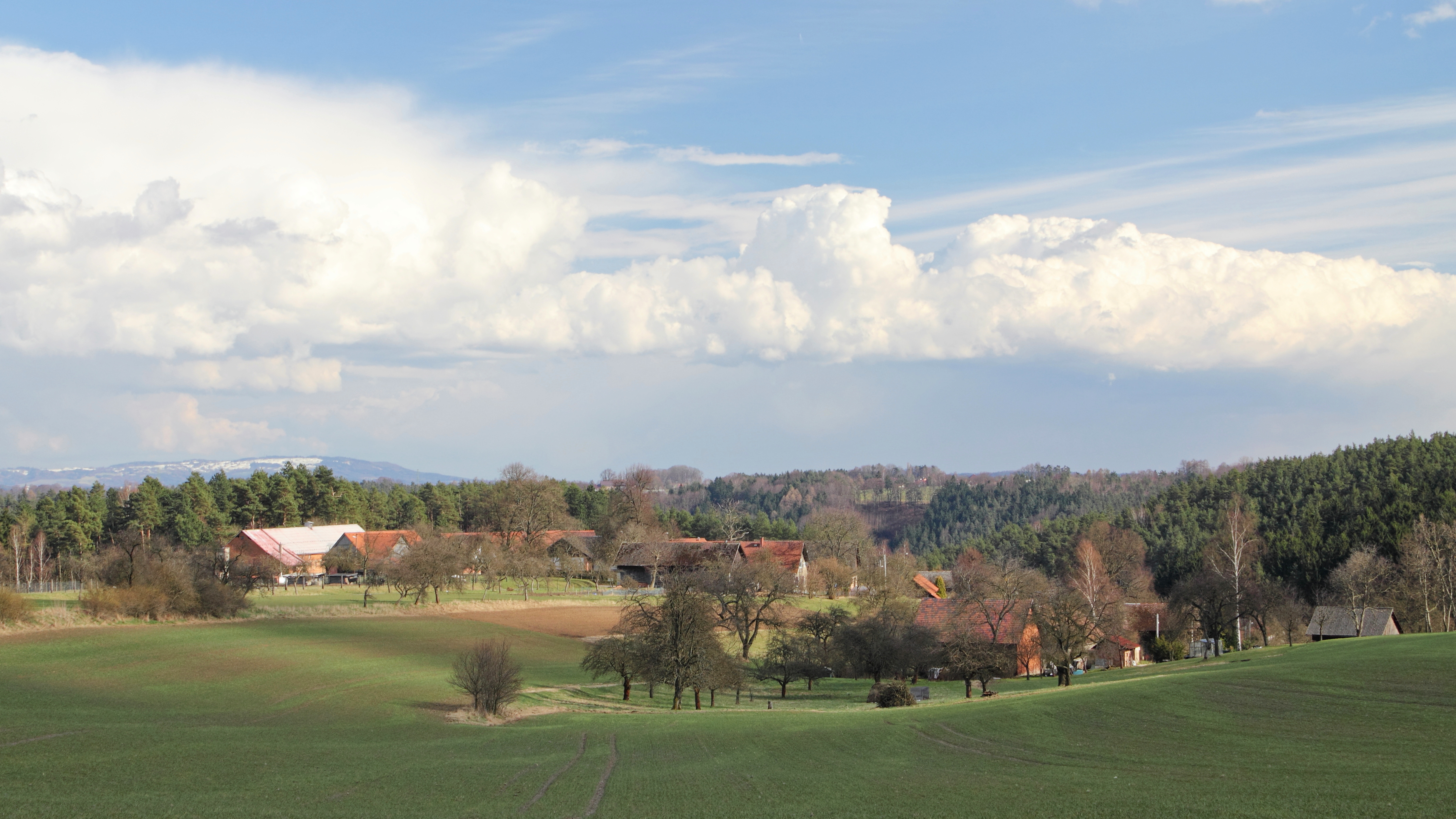
Celkový pohled
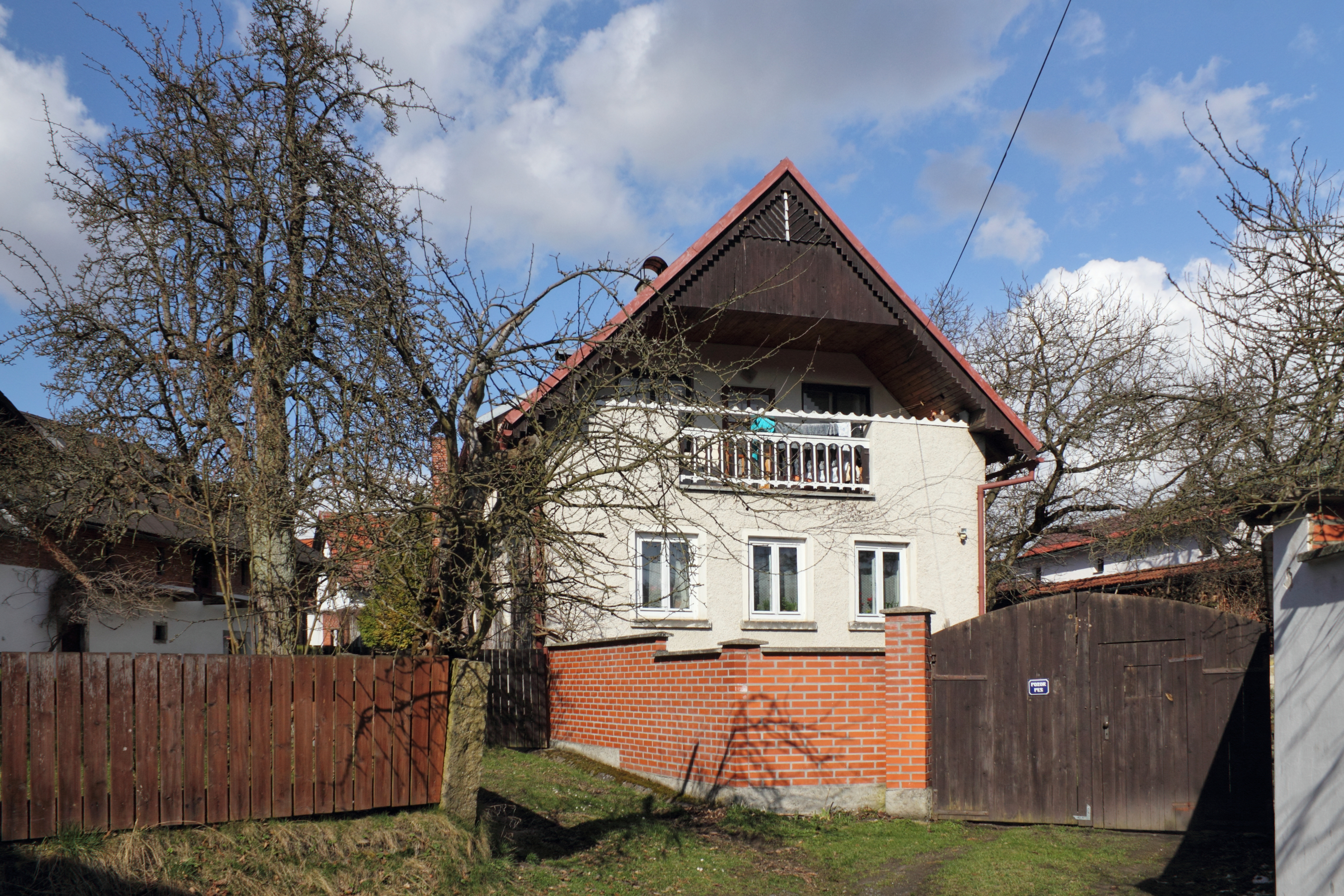
Stavení ve vsi
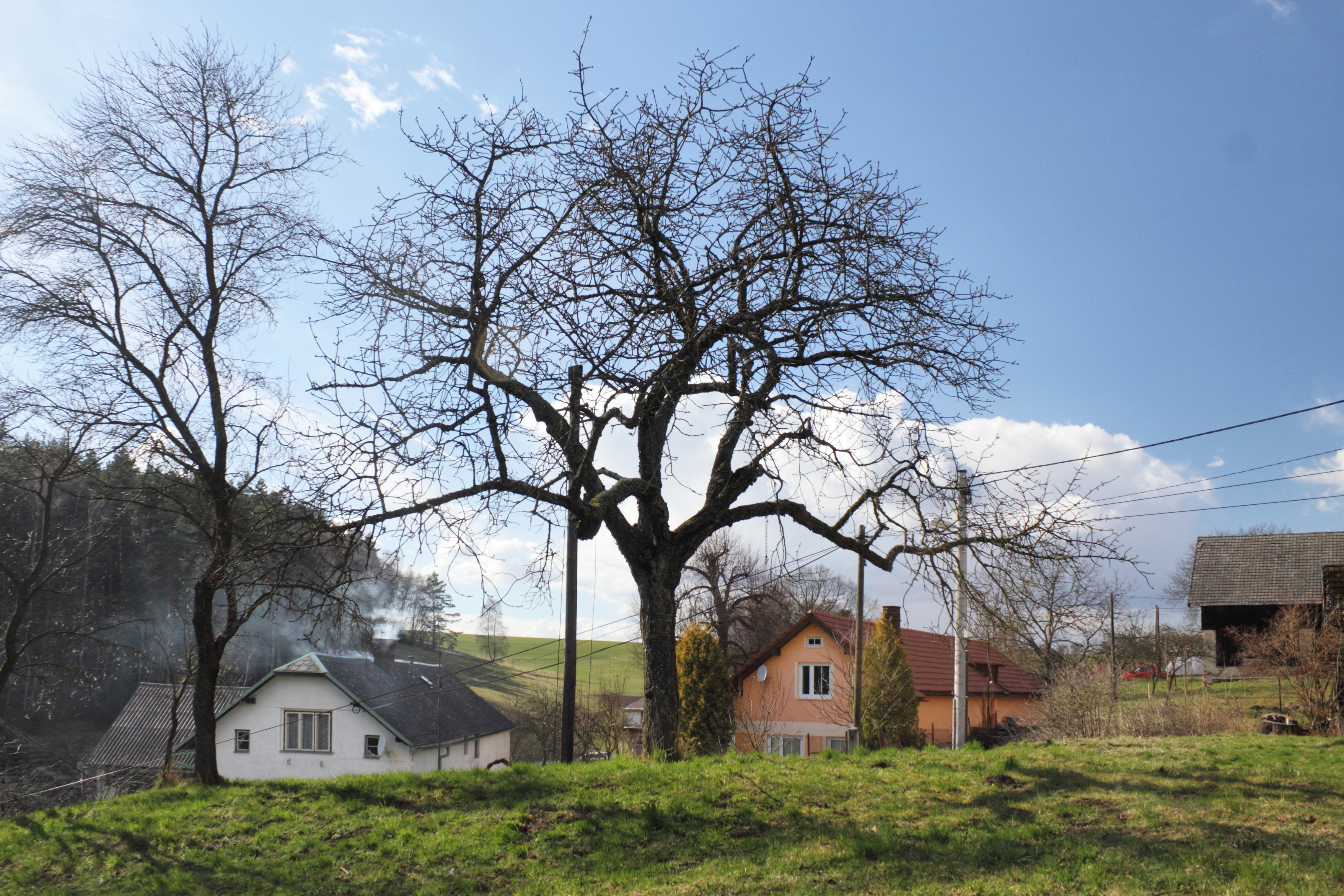
Pohled na zástavbu vsi
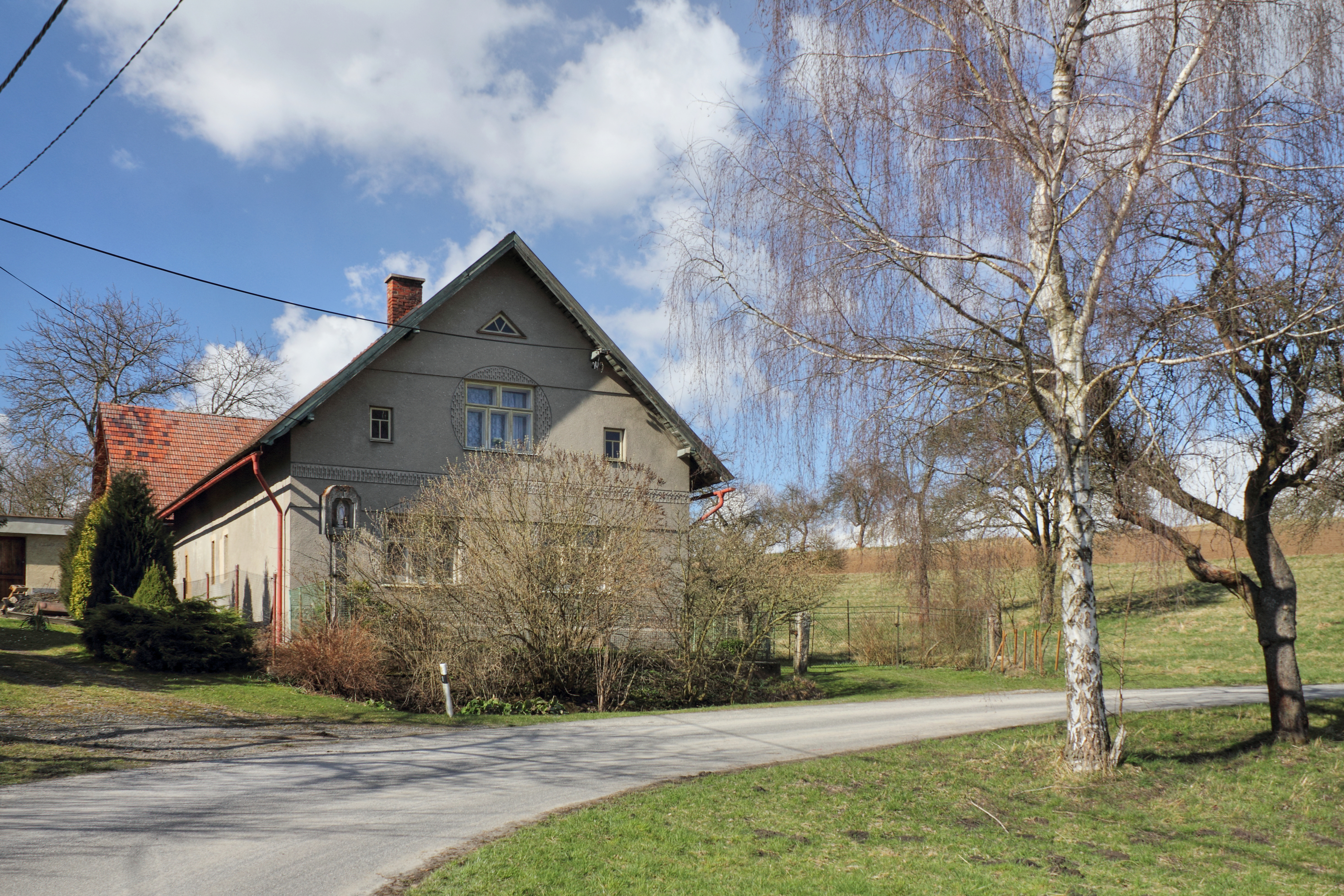
Dům s božími muky
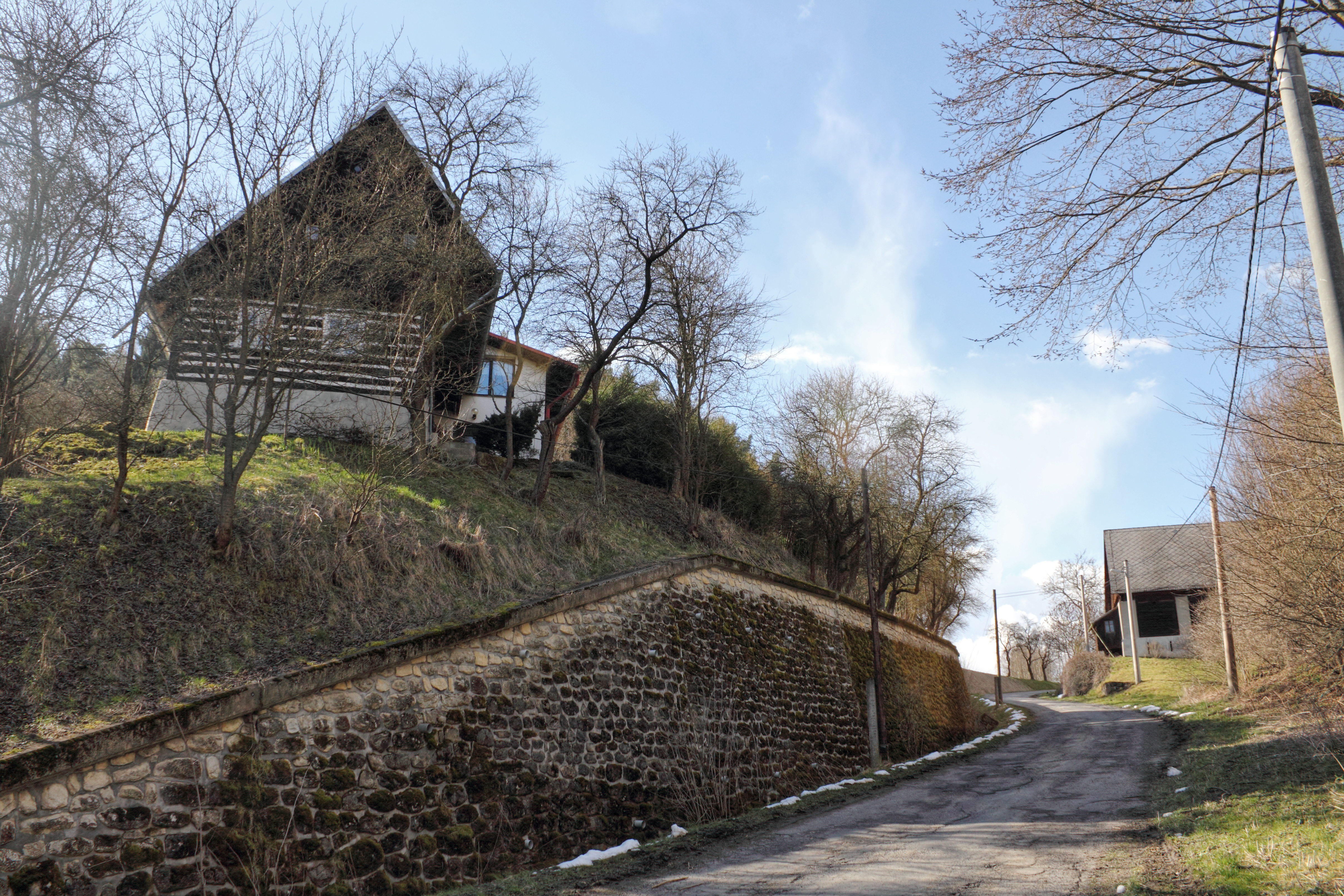
Lidová architektura